# Ronald "Slim" Williams
Ronald Jay'  " 'Slim' "  'Williams (nacido el 11 de noviembre de 1964) es un empresario estadounidense que cofundó el sello discográfico Cash Money Records junto con su hermano menor, el rapero Bryan "Birdman" Williams. Al igual que su hermano menor, es el productor ejecutivo de casi todos los artistas de Cash Money álbumes.

## Primeros años
Ronald Jay Williams nació el 23 de mayo de 1964 de Johnnie Williams y Gladys Brooks. Su padre era un exmilitar y propietario de varios negocios en Nueva Orleans. Si bien los compromisos comerciales de Johnnie no permitieron una presencia completa en los primeros años de vida de Ronald, se aseguró de cuidar a su familia, asegurándose de que siempre tuvieran lo que necesitaban. Williams vivió sus primeros años en la calle Saratoga de Nueva Orleans, en una pequeña casa encima del bar de Gladys. El bar, que lleva el nombre de su madre y lo dirige, era el lugar de reunión de todo tipo de gente del barrio: estafadores, proxenetas, prostitutas, hombres de negocios y traficantes de drogas. Los peligros de este ambiente hogareño se hicieron más presentes cuando el padre de Williams recibió un disparo no fatal durante un intento de robo en el bar mientras los niños estaban en casa.
La madre de Williams, Gladys Brooks, murió muy joven en 1975. La muerte ocurrió cuando Ronald tenía 10 años y fue inesperada. Como su padre, Johnnie no firmó su certificado de nacimiento, Ronald y sus hermanos fueron colocados bajo el cuidado del estado en el sistema de crianza temporal durante dos años. Cuando el padre de Williams pudo recuperar la custodia de los niños en la corte, los niños se mudaron a la calle Valence, donde vivían en la casa de la familia de Johnnie con los hijos de su esposa en ese momento. En total, Ronald tenía 10 hermanos y 12 hermanas. El resto de los primeros años de vida de Ronald se pasó montando minibicicletas, patinando y jugando baloncesto. Las personas que lo conocieron en ese momento lo describieron como "tranquilo" pero "siempre pensando", lo que refleja el carácter calculado y detrás de escena que vemos hoy.

## Influencias

### Influencias comerciales
La influencia del padre Johnnie Williams en Ronald "Slim" Williams es evidente cuando se observa su naturaleza independiente y emprendedora. Como propietario de varios negocios, la voluntad de su padre de trabajar duro por el dinero era inculcado dentro de él desde una edad temprana. Esta actitud de 'estafador' alimentó el hambre empresarial y la búsqueda de independencia de él y de su hermano desde una edad temprana.

### Influencias musicales
La rica historia musical y cultural dentro de Nueva Orleans es la principal influencia que moldeó a Williams en el músico de renombre mundial que es hoy. La cultura musical de Nueva Orleans se basa en los hábitos y medios de vida de las personas que residen en la ciudad. En última instancia, la identidad local dentro de Nueva Orleans tiene un impacto directo en la cultura musical, y es el entorno cultural único en el que Williams creció lo que moldeó su personalidad y carrera musical. A medida que el sello de Williams impulsaba el sonido de la música de rebote en los Estados Unidos, era evidente que la identidad local y sus raíces culturales influyeron en su precisa selección, gestión y producción de música.

## Controversia

### Problemas legales
El 27 de noviembre de 2007, Williams fue arrestado por posesión de marihuana en Tennessee. Fue una de las 16 personas acusadas de posesión de más de 1/2 onza de marihuana. Su hermano Birdman también fue arrestado y detenido durante la noche. La policía detuvo su vehículo recreativo por hacer un cambio de carril incorrecto en un viaje por carretera de Nueva Orleans a Nueva York para un rodaje de la red BET.
Entre 2009 y 2012, Williams estuvo involucrado en una demanda entre su sello Cash Money Records y EMI music en nombre del artista del sello Lil Wayne. Esto se produjo a pesar de la tutoría de Wayne de los hermanos Williams a lo largo de su carrera. La batalla legal fue en relación con las tarifas de licencia no pagadas en el álbum ganador de Premio Grammy Tha Carter III . En 2012, un juez dictaminó que Cash Money le debía a Wayne y su agencia $1,5 millones por "incentivo directo, contributivo y indirecto de infracción de derechos de autor, competencia desleal e incumplimiento de contrato". A pesar de esto, las disputas legales han continuado ocurriendo entre las dos partes, principalmente relacionadas con lanzamientos de música retenidos y retrasados.

### Negocio petrolero
En 2010, Ronald "Slim" Williams y su hermano Bryan "Baby" Williams iniciaron un negocio de exploración de petróleo llamado 'Bronald Oil'. Fue fundada con el objetivo de desarrollar propiedades de exploración petrolera en Estados Unidos y Centroamérica. La empresa ha tenido una presencia variable desde sus inicios. Una investigación de 2010 de Bloomberg en la empresa reveló una serie de inconsistencias con las afirmaciones hechas por la empresa y sus operaciones reales en las áreas clave a las que apunta su sitio web. Es decir, se descubrió que los reguladores de petróleo y gas dentro de estas jurisdicciones nunca habían oído hablar de Bronald Oil. Este informe coincidió con la eliminación del sitio web de Internet en ese momento. Sin embargo, la compañía de Williams se volvió a registrar en 2013 y la compañía comenzó a operar sin los anuncios y la fanfarria de los inicios de la empresa en 2010. En la actualidad, el sitio web ya no funciona y Williams y sus asociados de Cash Money Records ya no mencionan a la empresa.

### Contenido de dinero en efectivo
Cash Money Content se creó en 2010 como un componente adicional de la marca Cash Money Records. Con el lanzamiento de Cash Money Content, Williams y su hermano crearon una empresa de publicación de libros y una organización cinematográfica. La sección de libros de la empresa se creó en asociación con la división de libros de Simon & Schuster's Atria, que actúa como distribuidor principal. Williams ha participado en iniciativas centradas en la comunidad a través de Cash Money Content. En 2014, Williams apoyó públicamente la campaña a favor de la lectura en línea de Cash Money Content declarando; "La lectura es un paso importante en la dirección correcta para marcar la diferencia en nuestra comunidad".

### Trabajo de caridad
Retribuir a la comunidad siempre ha sido uno de los principales objetivos de Williams. Desde finales de la década de 1990, Williams y su hermano han organizado un sorteo de acción de gracias de la comunidad, donde más de 2000 pavos de acción de gracias se entregan personalmente de forma gratuita. En estos eventos también se ofrece acceso a exámenes médicos gratuitos.
En febrero de 2009, los hermanos Williams aparecieron en "Newbos: The Rise of America's New Black Overclass" de CNBC, un programa documental que presenta a varios multimillonarios negros. Williams apareció en el episodio "Behind the Music" de Lil Wayne, que se estrenó el 10 de septiembre de 2009.